# Henri Jacoubet
Henri Jacoubet (* 16. Oktober 1877 in Toulouse; † 4. Dezember 1943 in Grenoble) war ein französischer Romanist.

## Leben und Werk
Jacoubet war Gymnasiallehrer in Toulouse. Er habilitierte sich 1922 an der Sorbonne mit den Thèses Le Comte de Tressan et les Origines du genre troubadour (Paris 1923, Genf 2001) und (Hrsg.) Les trois Centuries de Maistre Jehan de Boyssoné (Toulouse 1923) und wurde Professor an der Universität Grenoble.
Jacoubet war 1936 Präsident der Académie delphinale.

## Weitere Werke
- Le genre troubadour et les origines françaises du romantisme, Paris 1929
- Jean de Boyssoné et son temps, Toulouse 1930
- (Hrsg.) La correspondance de Jehan de Boyssoné, Toulouse  1931
- (Hrsg.) Les poésies latines de Jehan de Boyssoné, Toulouse 1931
- Comment le XVIIIe siècle lisait les Romans de Chevalerie, Grenoble 1932
- Les romans de Stendhal, Grenoble 1933
- Variétés d'histoire littéraire de méthodologie et de critique d'humeur, Paris 1935 (Prix Montyon 1936 der Académie française; Inhalt)
- Tout le Dauphiné dans l'oeuvre de Louise Drevet. Légende. Histoire. Période contemporaine, Grenoble 1937
- À la gloire de Stendhal, Paris 1943
- Curiosités et récréations littéraires, Paris 1943